# Зубково (Гагаринский район)
Зубково — деревня в Гагаринском районе Смоленской области России. Входит в состав Гагаринского сельского поселения.

## География
Расположена в северо-восточной части области при автодороге 66Н-0310, на берегу реки Петровки, в 10 км к северо-востоку от Гагарина, в 8 км севернее автодороги М1 «Беларусь».

## История
В годы Великой Отечественной войны деревня была оккупирована гитлеровскими войсками в октябре 1941 года, освобождена в марте 1943 года.
С 2014 по 2019 год Зубково входило в Акатовское сельское поселение. После его упразднения — в Гагаринское сельское поселение.

## Население
| 2007 |
| ---- |
| 12   |

Население — 12 жителей (2007).

## Инфраструктура
Личное подсобное хозяйство с зоной сельскохозяйственного использования, индивидуальная застройка усадебного типа.
Основа экономики — сельское хозяйство.

## Транспорт
Деревня доступна автотранспортом. Остановка общественного транспорта «Зубково».
В 5 км южнее деревни расположена железнодорожная станция Колесники на линии Москва — Минск.